# چهارطاقی

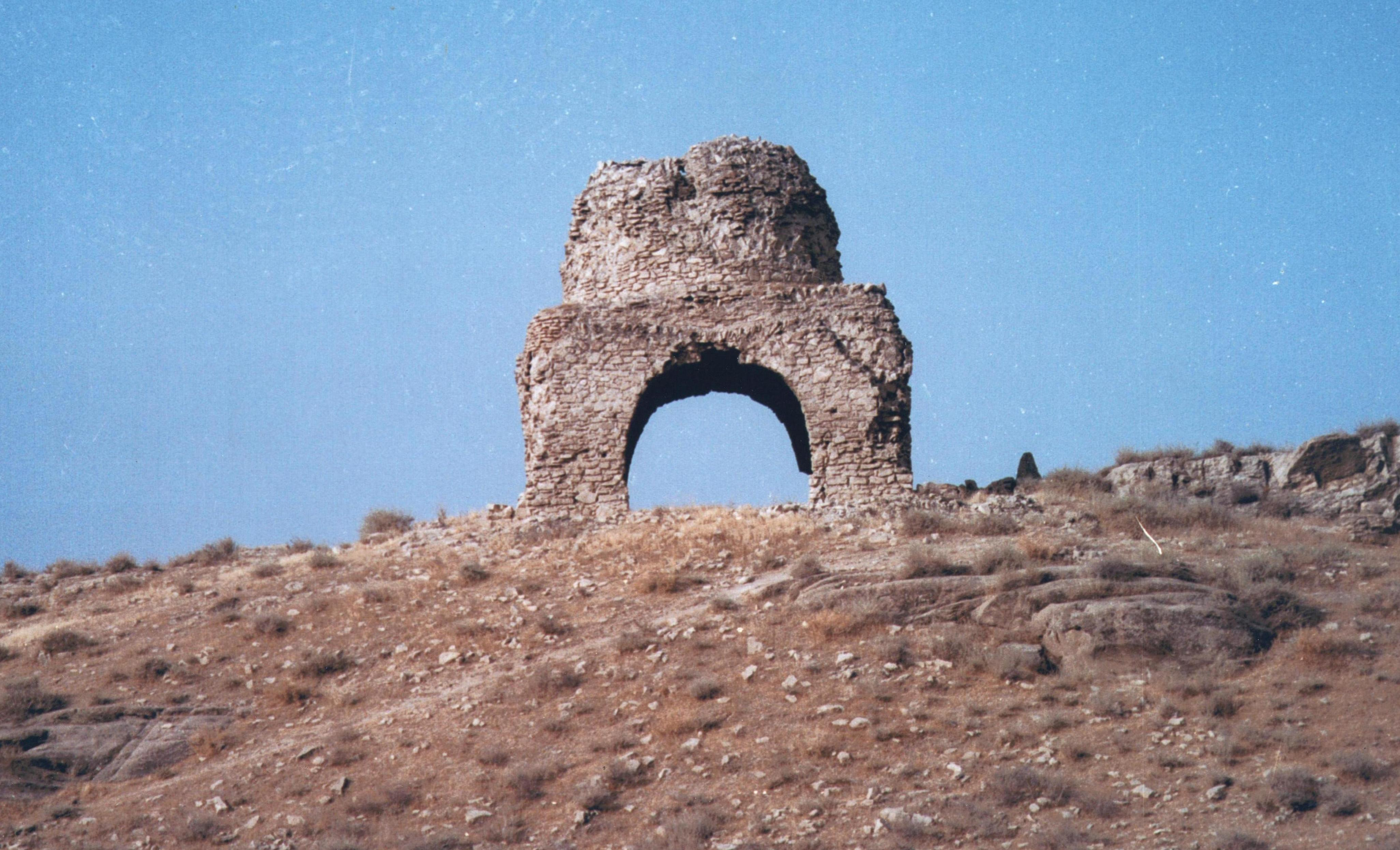
چهارطاقی قطب‌آباد

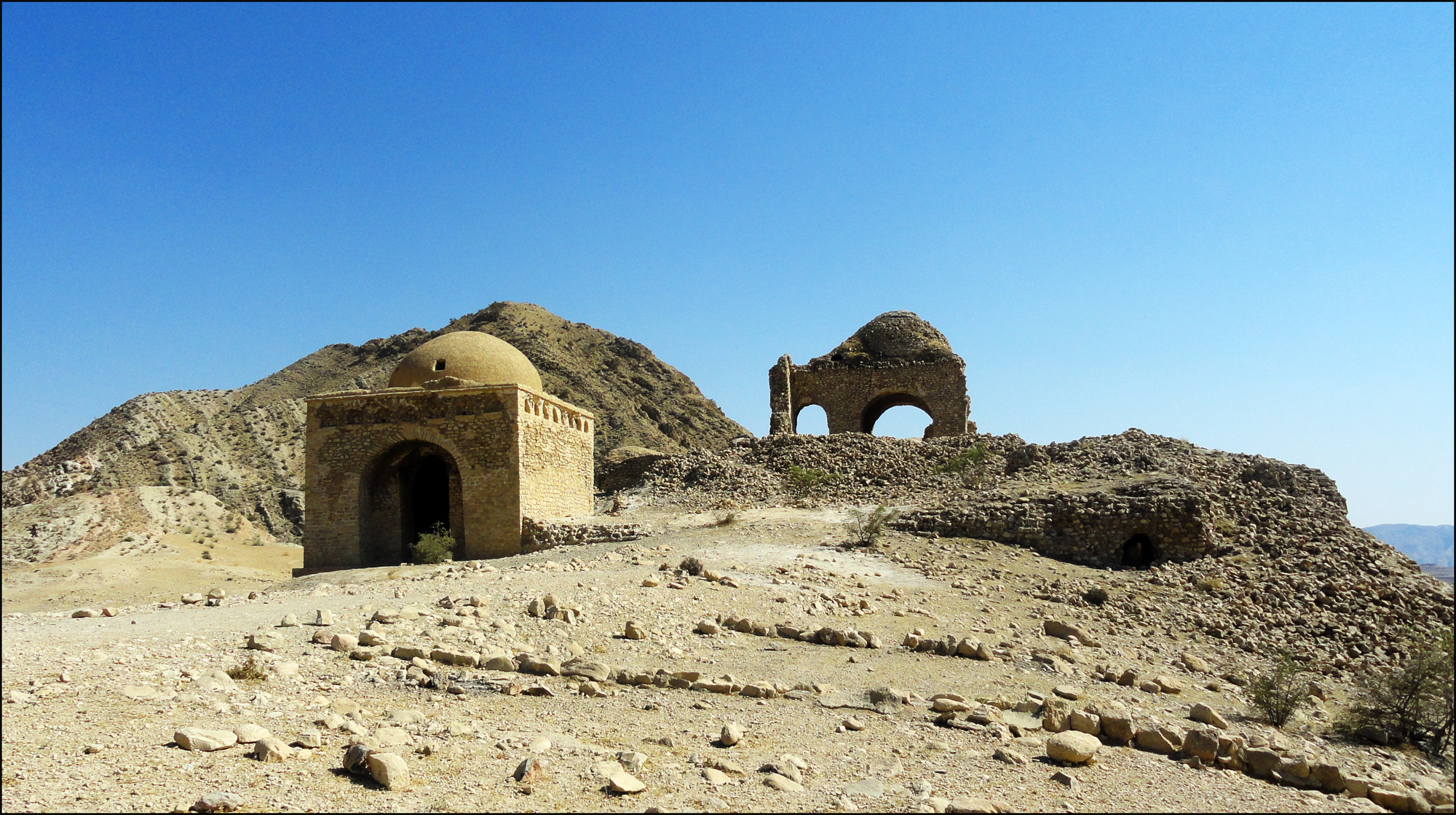
چهارطاقی کنار سیاه

چهارطاقی یا چارتاقی، در معماری به کالبدی با زمینه چهارگوش و پوشش گنبدی شکل، متشکل از چهارپایه و یک طاق گنبدی بر روی آن، با چهار ورودی طاق‌دار گفته می‌شود. چهارطاقی را چهاردر، چهارقاپو و چهاردروازه نیز نامیده‌اند. در یک نگاه کلی چهارتاق فضایی مربع‌شکل با زمینه‌ای چلیپایی و با پوششی گنبدی است که بر روی سِکُنج‌ها قرار گرفته و دارای چهار ورودی تاق‌دار است.
کاربرد چهارطاقی، در معماری غیرمذهبی، در ایجاد سازه‌ها و بناهایی اغلب تشریفاتی است، ازجمله در برپایی موقت چهارطاق به عنوان بخشی از آذین‌بندی در جشن‌ها. از طرح‌های چهارطاقی، به‌سبب قابلیت‌های بسیار در زمینه فضاسازی، در گستره زمانی و مکانی و در بناهای مذهبی و غیرمذهبی استفاده شده‌است. چهارطاقی، شیوه رایج برای ساخت آتشکده در دورهٔ شاهنشاهی ساسانی بوده‌است. این طرح‌ها در دوره اسلامی نیز، از آسیای میانه تا آفریقا، برای ساخت مساجد و آرامگاه‌ها، و با ایجاد تغییراتی، ازجمله در گوشه‌سازیِ آن، به‌کار رفته‌است.

## اجزاء
چهارطاق یک نقشه مربع دارد و عناصر اصلی تشکیل‌دهنده آن عبارت‌اند از چَفْد، گنبد و جِرز. این اجزا به صورت یک جرز است در هر یک از چهار گوشه نقشه مزبور، چهار چفد (قوس) که چهار جرز را به هم پیوند می‌دهد، یک گنبد که به کمک یک گوشواره در بالای قوس‌ها ساخته می‌شود و یک درگاه که در هر یک از چهار ضلع بنا پس از خاتمه کار به وجود می‌آید.

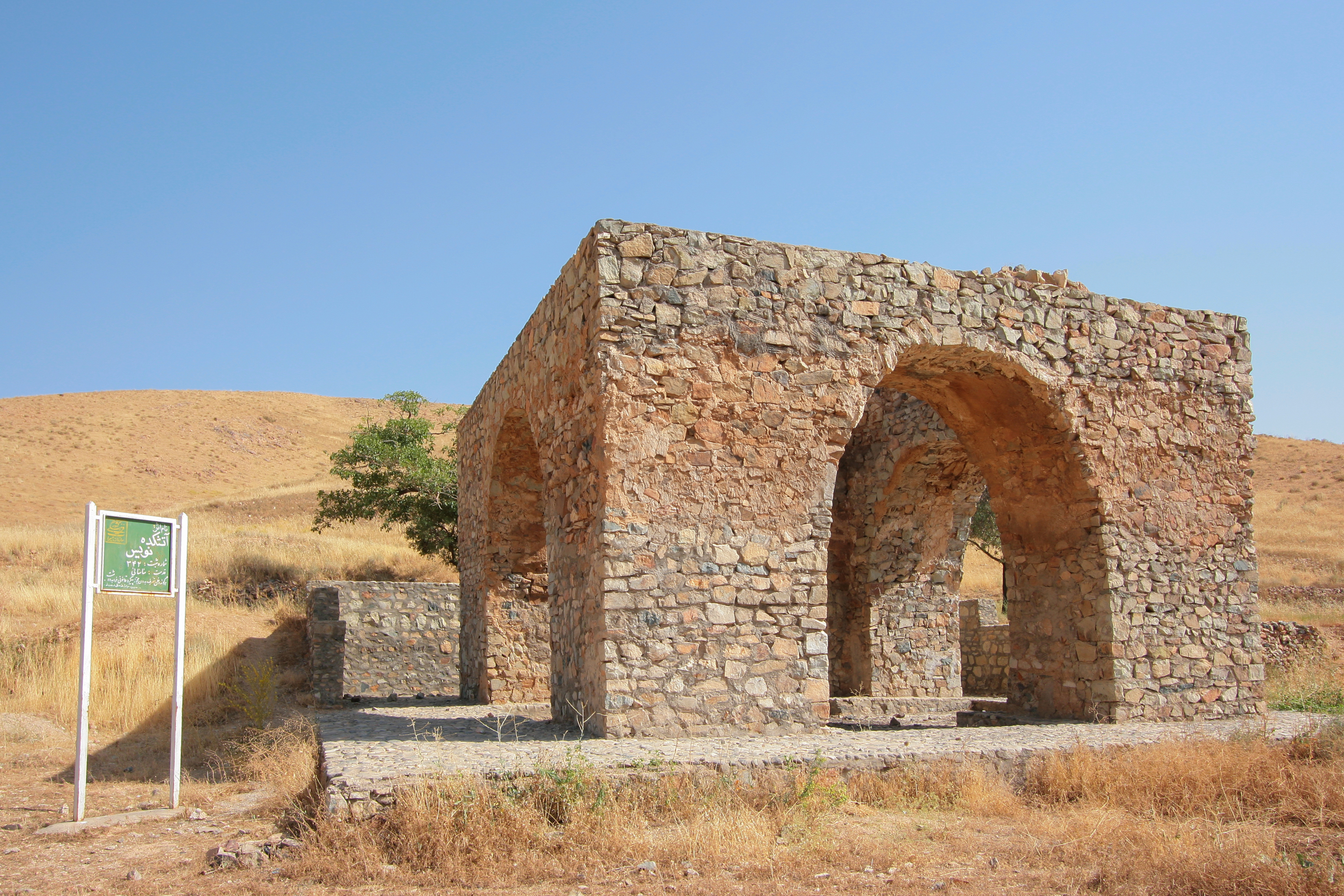
چهارطاقی نویس که گنبد آن به مرور زمان از بین رفته است

چَفْد یا قوس در لغت به مفهوم یک شکل خمیده و منحنوی مانند است. در اصطلاح معماری به باریکه طاقی که روی سردر یک درگاه قرار می‌گیرد گفته می‌شود. در واقع چفد خطی است که از تکرار آن تاق و از دَوَران آن گنبدها به‌وجود می‌آیند. با این حال چنانچه پوشش بین دو قسمت یک دیوار، مثل پنجره، در یا درگاه مورد نظر باشد، همچنان برای این گونه پوشش‌ها چفد به‌کار می‌برند. چفد را در اصطلاح معماری چفت، سفت، سفد و چخت نیز می‌گویند.
گنبد بنابر تعریف علم هندسه یکی از انواع چفدها است که بر اساس چرخش حول محور عمودی راس یا تیزه آن شکل می‌گیرد. چرخش بر روی یک قاعده مدور اتفاق می‌افتد. در زیر این قاعده می‌توان انواع ته‌رنگ‌های چهارگوش، دایره، پنج‌ضلعی، شش‌ضلعی و هشت‌ضلعی را ملاحظه کرد. این قاعده مدور هنگامی که روی هر کدام از این ته‌رنگ‌ها قرار می‌گیرد نیاز به یک مکان انتقالی به نام چپیره‌سازی دارد که شکل زیرین را به شکل نیم‌کره‌ای تبدیل می‌کند.
بر این اساس گنبدهای اواخر اشکانی و دوره ساسانی بر روی فیلپوش‌هایی که در چهارگوشه تالار مربع‌شکل بر بالای دیوارها به‌کار رفته بنا گشته‌است. از طریق این فیلپوش‌ها طرح مربع تالار در بالا به چندضلعی هشت‌گوش‌های تبدیل یافته و کار بنیاد گنبد
را آسان ساخته‌است.

## چهارطاقی در دوره‌های مختلف

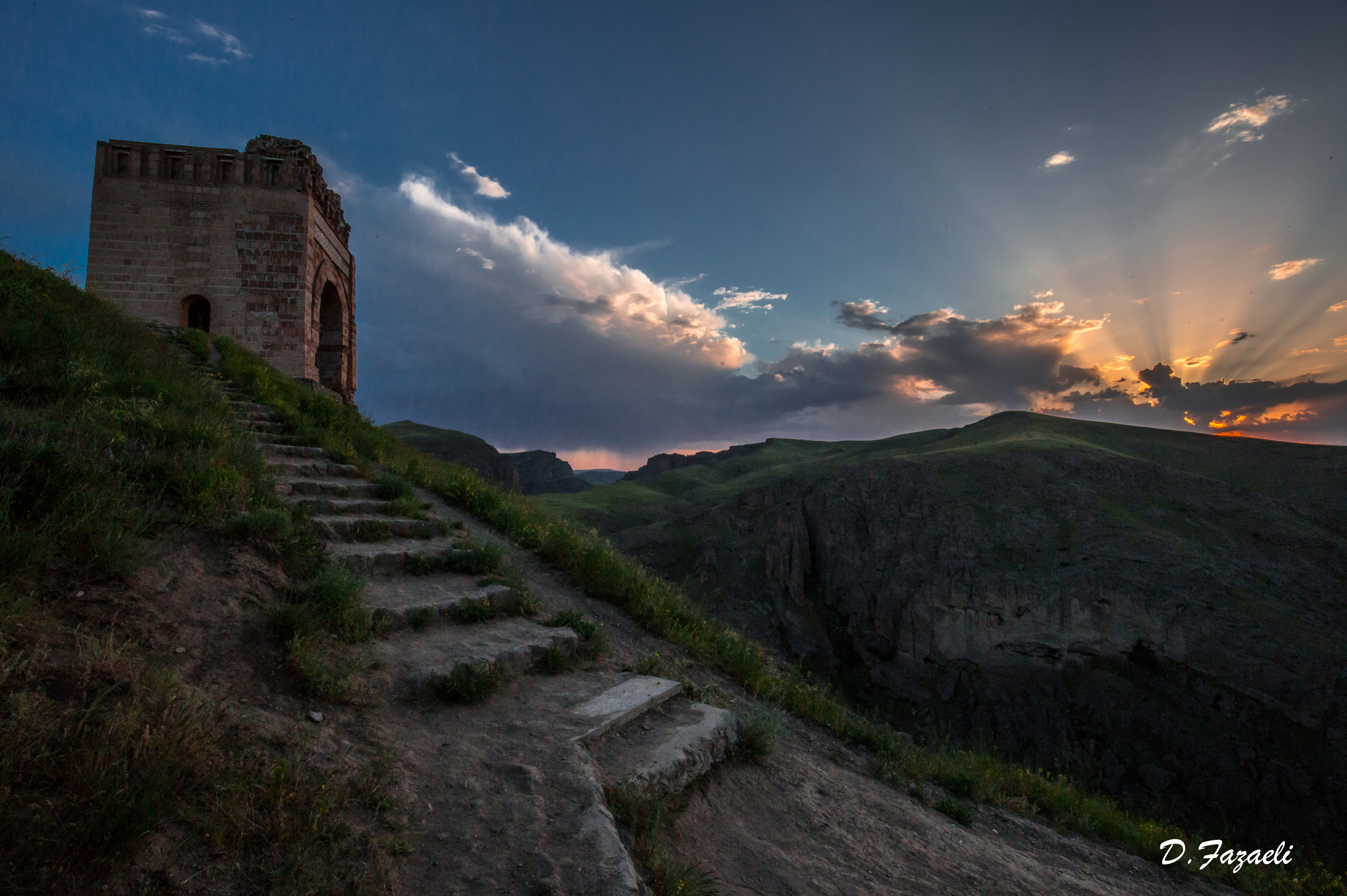
چهارتاقی قلعه ضحاک بازمانده از دوره اشکانی از نخستین نمونه‌های چهارطاقی در ایران

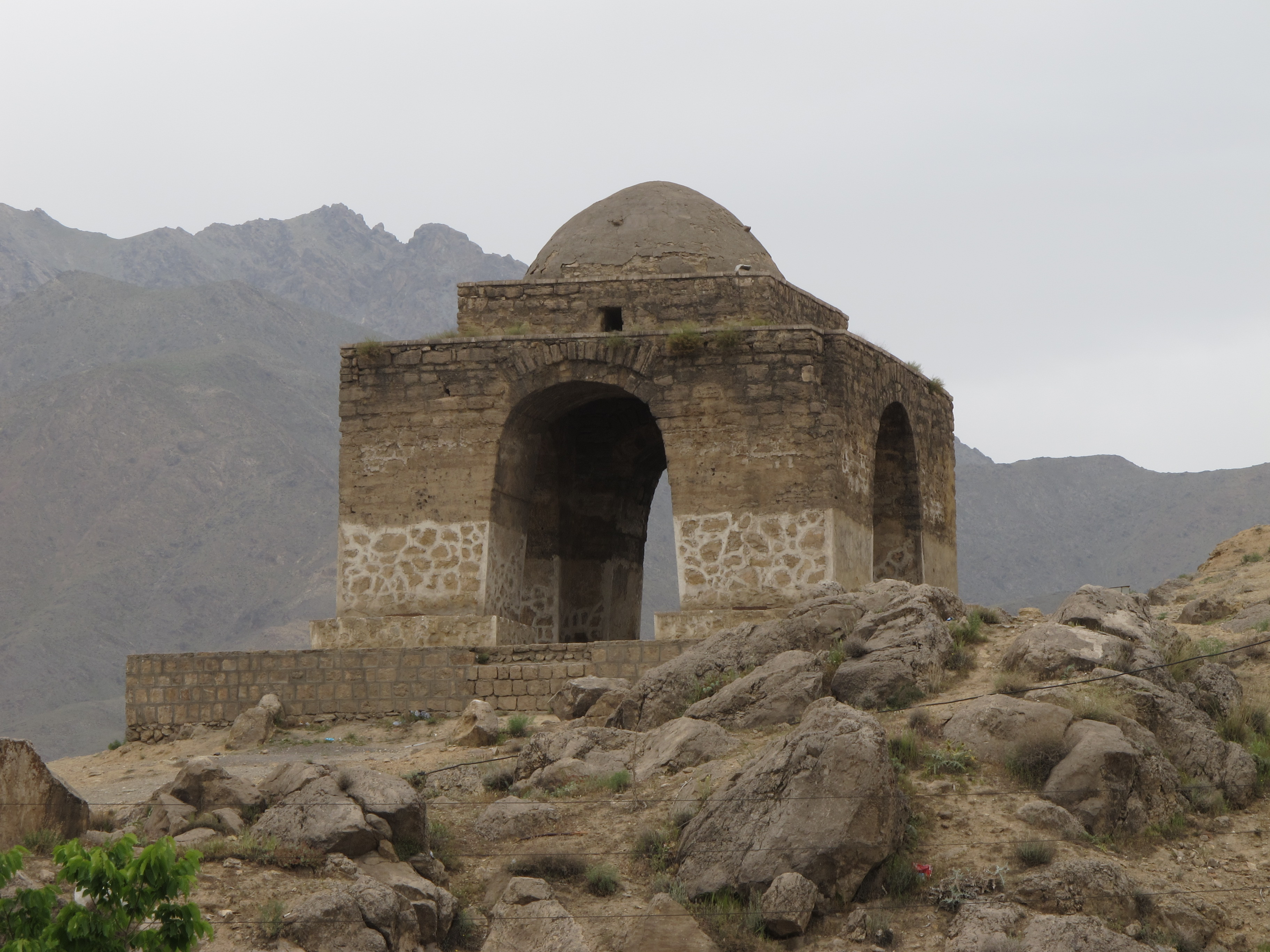
چهارتاقی نیاسر

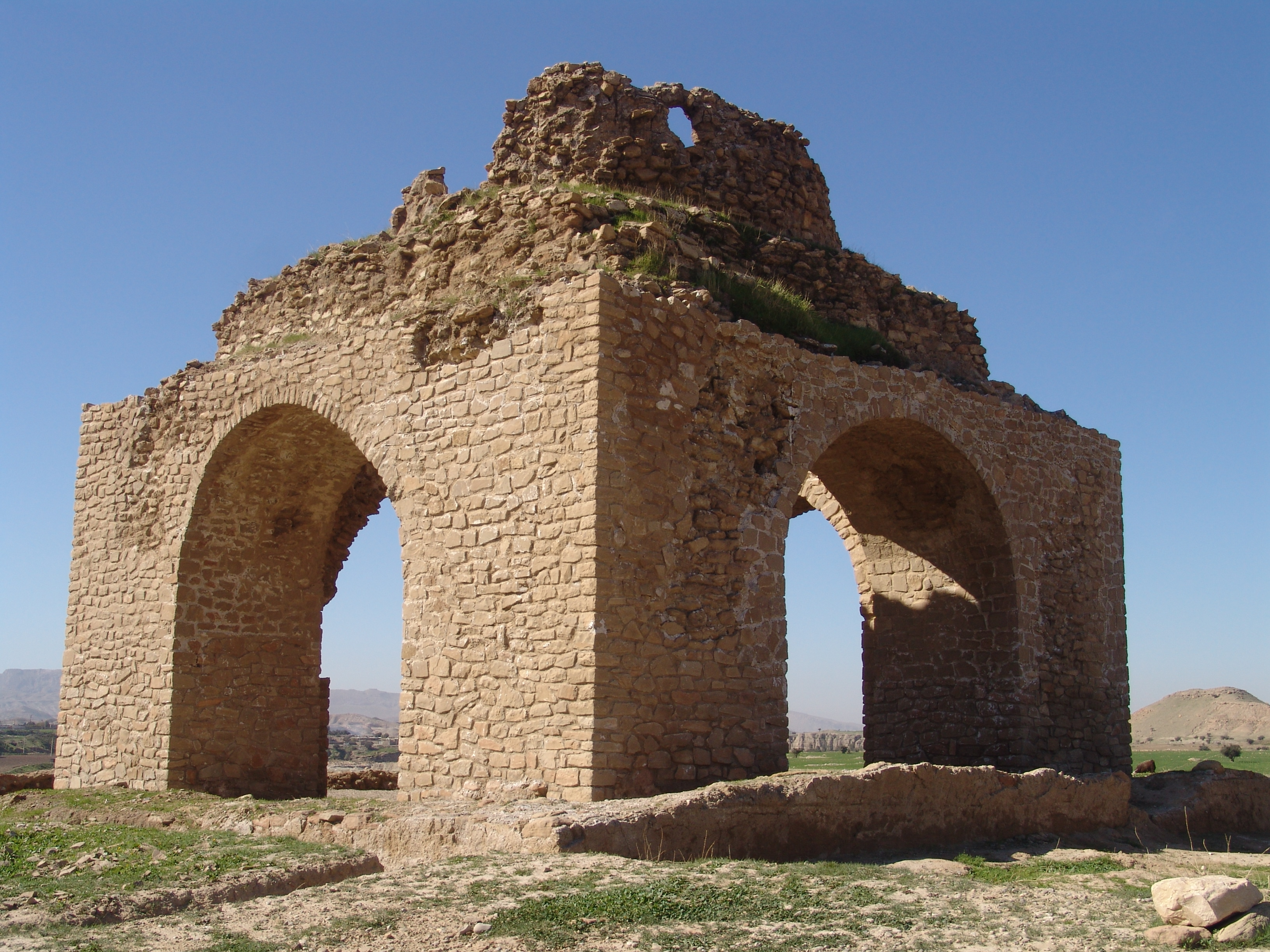
چهارطاقی خیرآباد

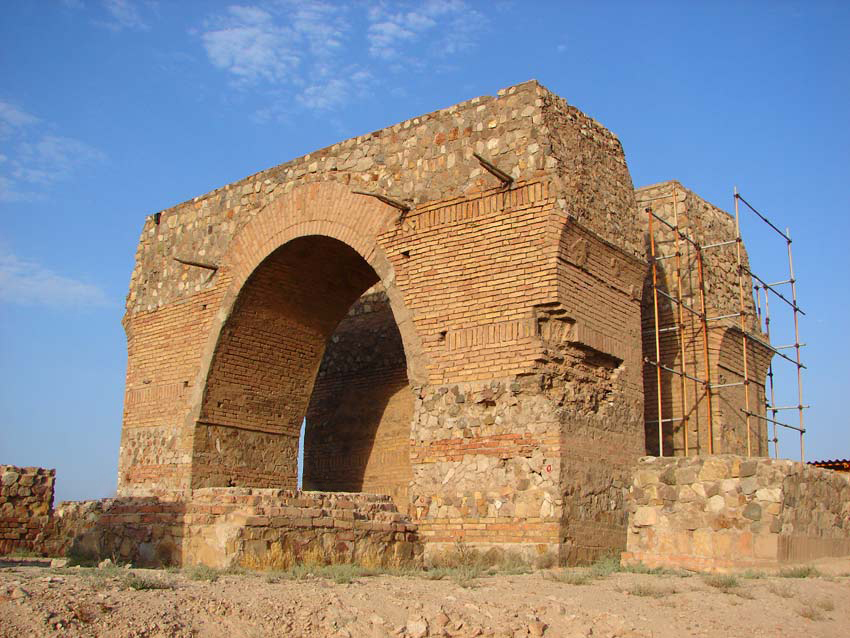
تپه میل

۱- چهارطاقی شهر ایج در استان فارس یکی از نمونه‌های چهارطاقی سالمی است که از دورهٔ ساسانیان به یادگار مانده‌است و این چهارطاقی را می‌توان یکی از نادرترین بناهایی که از ساسانیان به جا مانده، یاد کرد و یکی از خصوصیات این چهارطاقی که خود را از دیگر چهار طاقی‌های جهان متمایز می‌دارد ساختن ساعت خورشیدی در این بنا است که زمان ساسانیان مردم این منطقه ساعت را می‌شناختند و با سوراخی که در سقف آن پدیدآورده بودند و ساعت نشانی که در سقف آن درست کرده‌اند با گذر نور خورشید از این منفذ یا سوراخ دقیقاً ساعت را بدون کم یا زیاد را نشان می‌دهد و یکی از شاه کارهای آن دوره و حتی در همین دوره نیز می‌توان برشمرد .۱. از دوره اشکانی، که دوره شکل‌گیری چهارطاقی دانسته شده، دو چهارطاقی مهم برجای مانده‌است:
الف. چهار طاقی قلعه ضحاک بر بالای صخره‌ای بین مراغه و زنجان، که دوازده متر ارتفاع دارد و در سه ضلع، دهانه طاق‌دار بزرگ و در ضلع دیگر پنجره کوچکی دارد و به‌دلیل تزیینات متنوع، احتمالاً بنایی غیرمذهبی و اقامتگاه حاکم قلعه بوده‌است.
ب. چهار طاقی بازه‌هور، در نزدیکی روستای رباط سفید، بین تربت حیدریه و نیشابور، که با ماسه و ملات گچ و سنگ لاشه ساخته شده‌است. ابعاد هر ضلع آن حدود پانزده متر است و روی جرزها، با قطعات سنگی تخت، طاقهای ضربی ایجاد شده‌است.
۲. ساخت بنای چهارطاق در دوره ساسانی برای انواع بناها نیز ادامه یافت و به اوج خود رسید و در بناهای مذهبی چهارطاقی هم در ساخت آتشگاه‌ها و هم در اتاق اصلی آتشکده‌ها که پوشش گنبدی با زمینه مربع داشت، به کار رفت.
الف. آتشکده کُنارسیاه در جنوب فیروزآباد شامل دو بنا، یعنی آتشگاه و چهارطاق، با راهرو پیرامونی است که با «طاقْ آهنگ» پوشیده شده‌است.
ب. آتشگاه فیروزآباد از سنگ تراشیده با گنبدی آجری است، شامل یک محوطه چهارگوش مرکزی با دهانه‌های عمیق بزرگ در هر طرف و چهار در محوری و الحاقی در اطراف آن
ج. چهارطاقی نیاسر نزدیک کاشان، متعلق به دوره اردشیر یکم ساسانی، یک چهارطاقی با نقشه سنّتی است که گنبد آن شامل هشت قالب گچی ترکیب شده با نی در لابه‌لای اندود داخلی طاق و در نوع خود بی‌نظیر است.
د. آتشکده آذرگشنسب، در جنوب آذربایجان غربی، نیز از بهترین چهار طاقی‌های دوره ساسانی است.
در فیروزآباد (گور)، باکو، فراشبند، جره، نطنز، کازرون، آتشکوه، نیاسر (متعلق به دورهٔ اردشیر اول ساسانی)، نویس در حوالی ساوه، عبدل‌آباد بردسکن و جاهای دیگر باقی‌مانده‌است. آتشکده آذرگشنسب در تخت سلیمان نیز از نمونه‌های چهارطاقی‌های دوره ساسانی است. بیشتر چهارطاقی‌های مذکور، وابسته به آتشکده‌ها و محل استقرار آتش و اجرای مراسم دینی، و سایبان دائم برای آتش بوده‌اند.

## چهار طاقی در دوره اسلامی

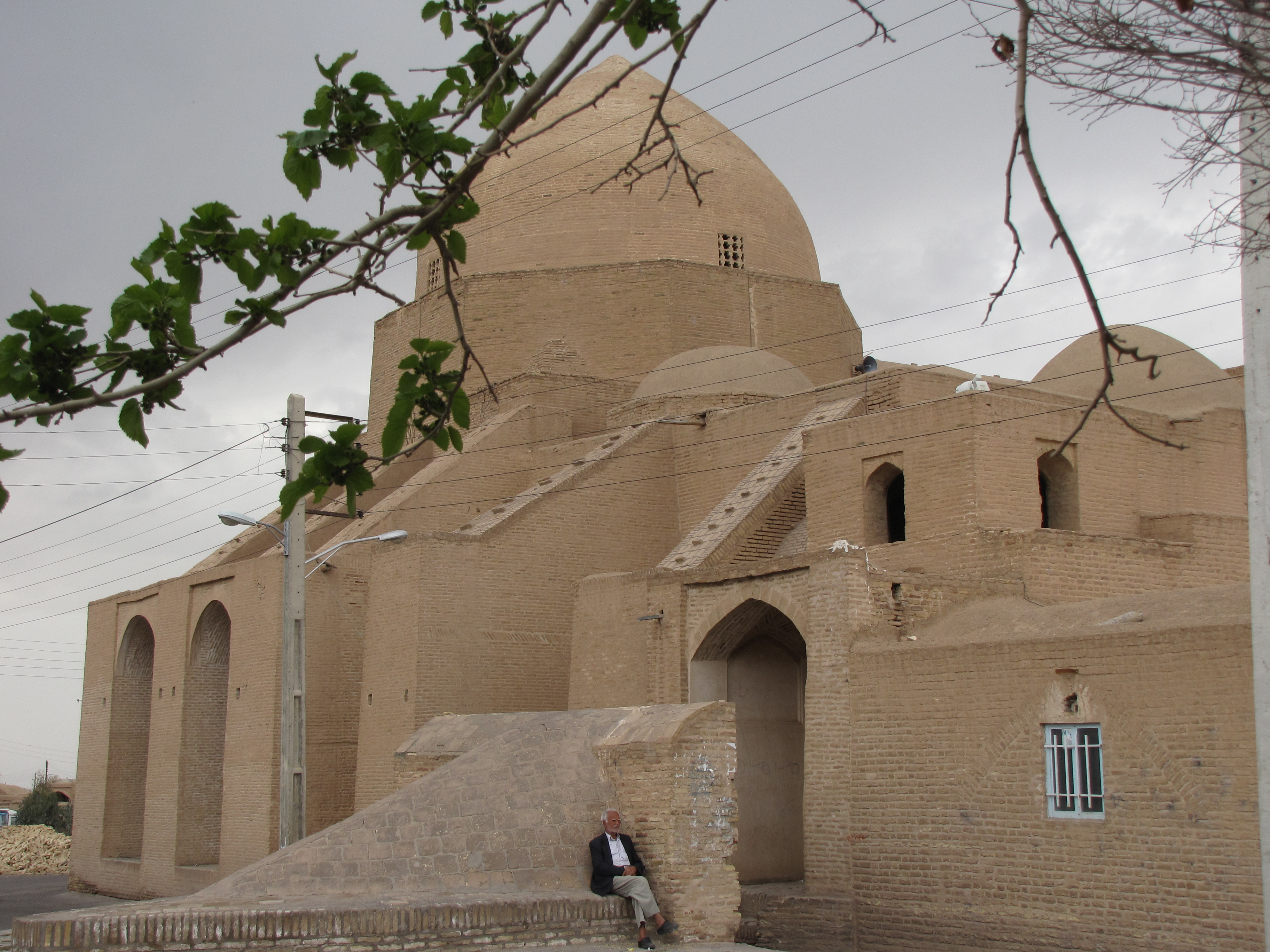
مسجد جامع اردستان

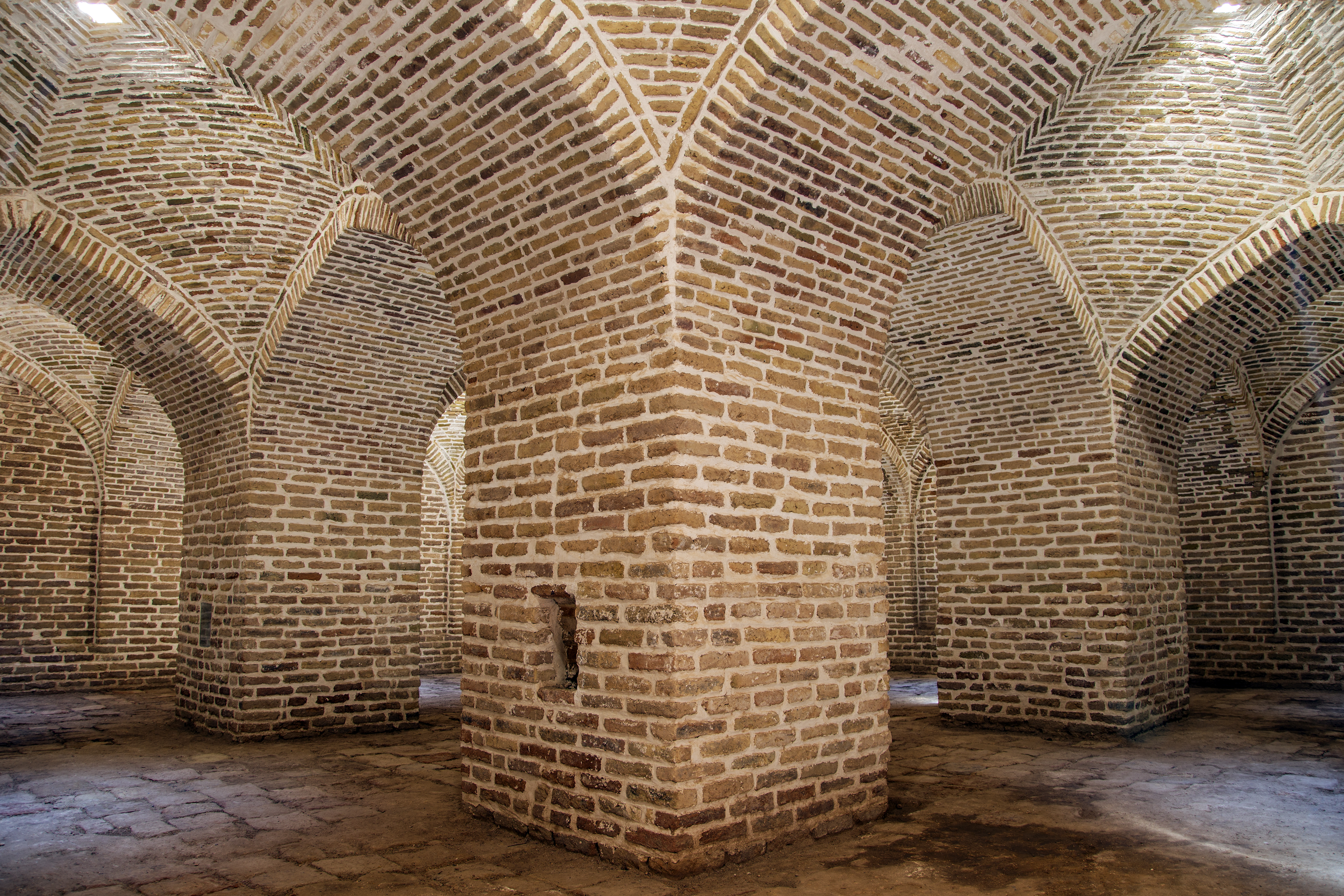
مسجد کاروانسرای دیر گچین که در دوران قبل از اسلام کاربری چهارطاقی را داشته‌است.

در دوره اسلامی از طرح چهارطاقی در شماری از بناهای غیردینی، چون کوشک‌ها، نیز استفاده شده‌است. برخی از چهارطاقی‌ها نیز در دوران اسلامی به مسجد یا امامزاده تبدیل شده‌اند. از طرح‌های چهارطاقی، به‌سبب قابلیت‌های بسیار در فضاسازی، در گستره زمانی و مکانی و در بناهای مذهبی و غیرمذهبی استفاده شده‌است.
در دوره اسلامی، از چهارطاق ابتدا در مساجد مستقلاً استفاده شد و سپس ایوان با آن تلفیق، و مساجد بزرگ‌تر با اجزای بیشتر تشکیل شد، مانند مسجدجامع اردبیل. مسلمانان در به‌کارگیری طرح چهارطاق در ساختمان مساجد، آتش و آتشدان را از فضای داخلی برداشتند و ضلع قبله را با دیوار و نماد قبله پوشاندند و برای باطنی‌تر شدن فضای چهارطاق و عدم توجه به خارج، درگاه‌ها و ایوان‌ها و راهروها و حیاط‌های داخلی و درها و دیوارهای خارجی را افزودند. محور اصلی نیز در جهت قبله قرار گرفت. همچنین بنا که در بلندی‌های خارج شهر ساخته می‌شد، پس از تبدیل شدن به مسجدجامع در مرکز شهر احداث گردید. ابعاد بزرگ مساجد جامع تغییراتی را در چهارطاقی به دنبال داشت و جرزهای جسیم جانبی به جای قوس‌ها به کار گرفته شد. در این روند، چهارطاقی‌های ساسانی اساس برخی از مساجد بزرگ ایران شدند که به مسجد ـ کوشک نیز شهرت یافته‌اند. بازمانده‌ای منحصر به فرد، که شکل اولیه آن تا حدودی حفظ شده و از هر چهار طرف باز و فاقد محراب است، چهارطاقی مجردی است میان حیاط مصلای یزد.

## مهمترین مساجد چهارطاقی شناخته شده در ایران
1. مسجد جامع اردستان
2. مسجد جامع برسیان
3. مسجد جامع بروجرد
4. مسجد جامع نطنز
5. مسجد جامع گلپایگان
6. مسجد جامع اصفهان
7. مسجد جامع قزوین
8. مسجد جامع قم
9. مسجد جامع ساوه
10. مسجد جامع خرامه

## چهارطاقی در مساجد

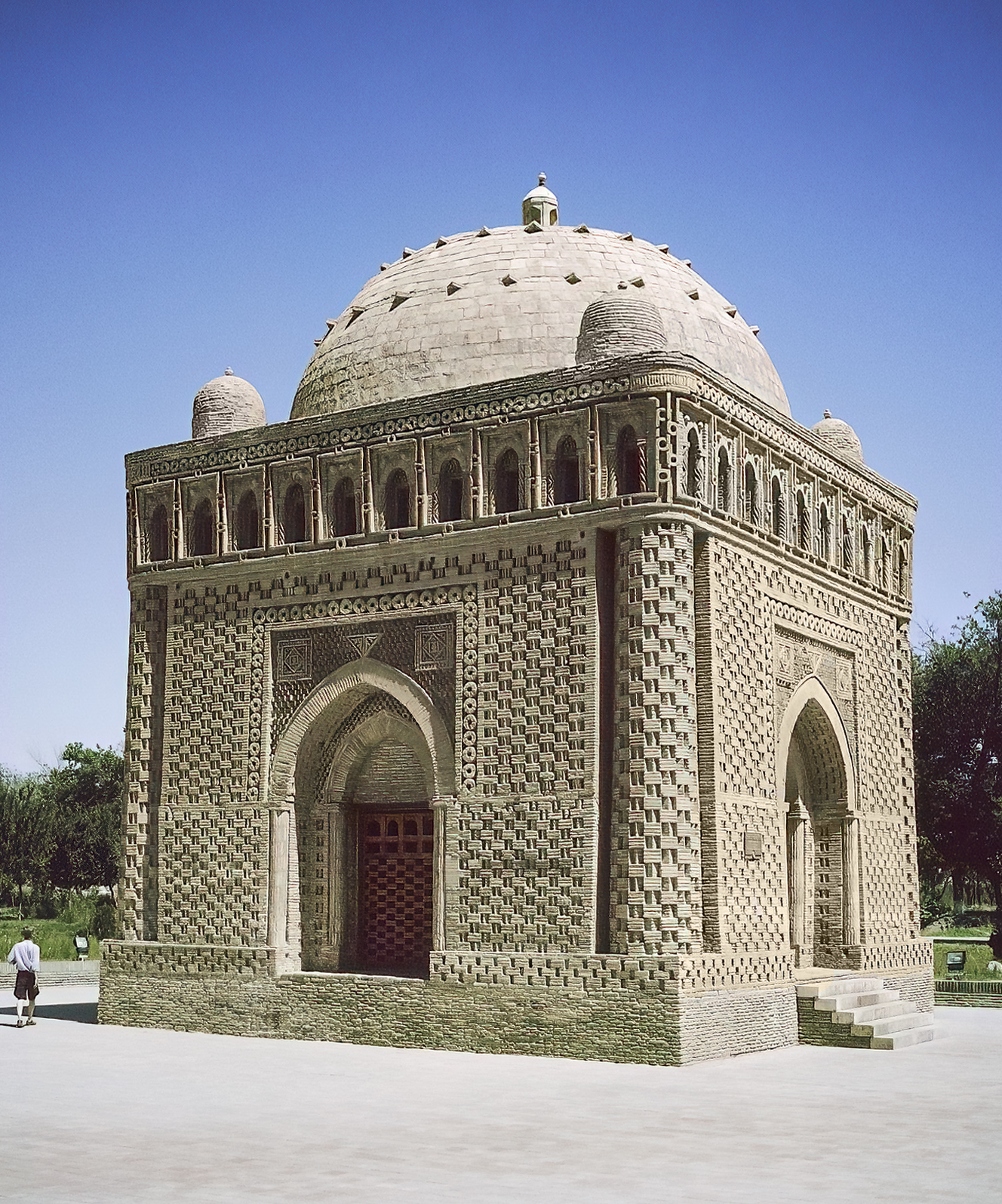
آرامگاه اسماعیل سامانی

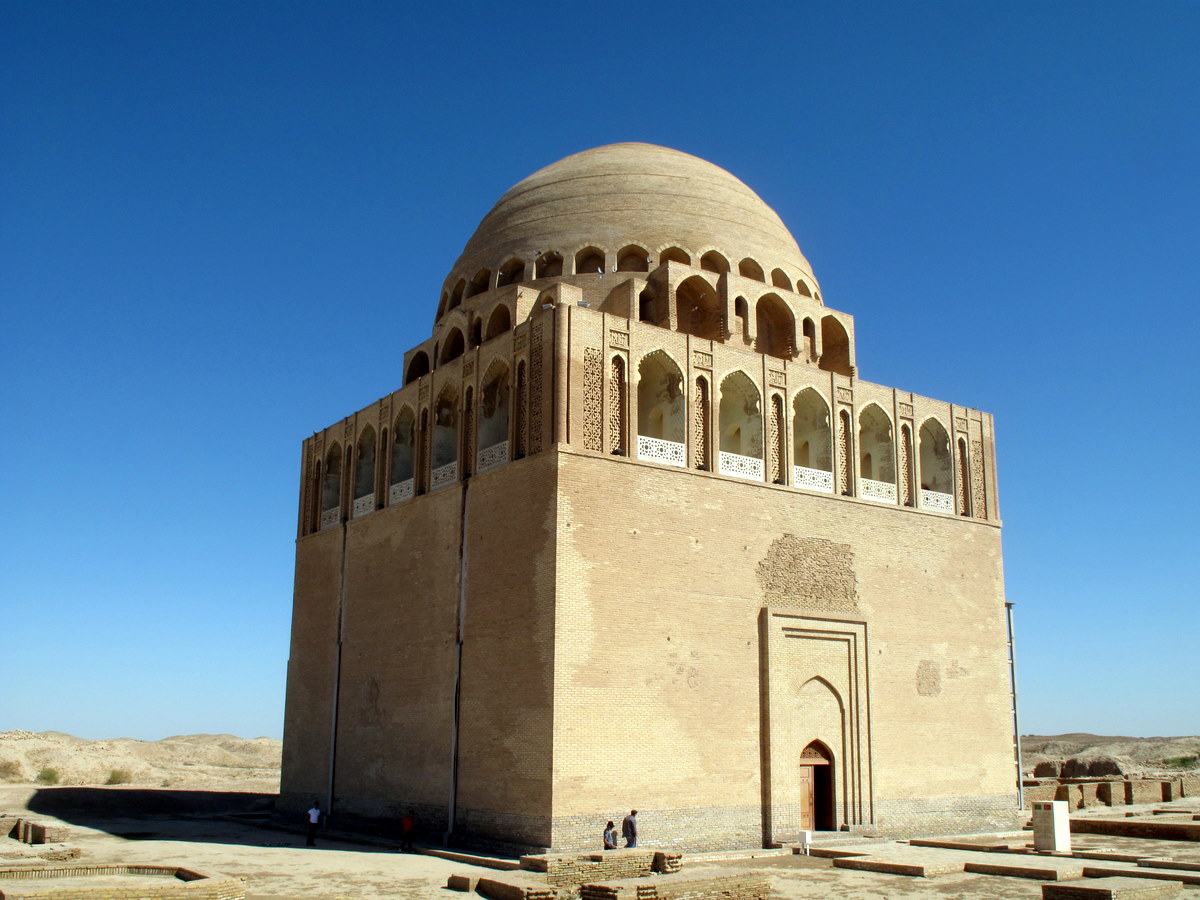
آرامگاه سلطان سنجر

چهارطاقی در مساجدِ دارای تالار مستطیل نیز به کار رفته‌است، مانند مسجد محمدیه یزد که در وسط نقشه مستطیل، تالاری مربع با گنبدهای مدور تعبیه شده که شبیه چهار طاقی‌های دوره ساسانی، نظیر نیاسر کاشان، است.
این سازه و نقشه خاص در معماری مساجد در خارج از محدوده امروزی ایران نیز رواج یافت که از آن جمله است: مساجد دیگ‌گران در هزاره در شمال شرقی بخارا و چهارستون در ترمذ و تلختن بابا در ترکمنستان، وضوخانه مسجد ابن‌طولون در مصر، قُبّةالبرودیین در مراکش، مسجد بزرگ وان در ترکیه، و مسجد تحفهْ والا در دهلی، که ویرانه‌های باقی‌مانده بخش مرکزی آن نشان‌دهنده ساختمان بنای آن براساس چهارطاق است.

## کاربرد چهارطاقی در آرامگاه‌ها
معماری آرامگاه‌ها نیز تا حدود زیادی از طرح‌های چهارطاقی دوره ساسانی متأثر است، گرچه در این نمونه‌ها طرح اصلی دستخوش تغییراتی شده‌است، مانند تبدیل دهانه‌های بزرگ به درگاه‌های کوچک و در مراحل بعد به طاق‌نماهای تزیینی. آرامگاه اسماعیل سامانی در بخارا از نمونه‌های اولیه آن است؛ که به‌ویژه در آسیای مرکزی و هند بسیار از آن تقلید شده‌است، ازجمله در مقبره سلطان سنجر در مرو، آرامگاه هوشنگ شاه در ماندو در هند و آرامگاه سلطان بَلبَن در دهلی که از اولین نمونه‌های معماری اسلامی در هند به‌شمار می‌رود و همچنین نمونه‌های معاصر آن همچون مزار قائد. آرامگاه شیخ عثمان مروندی در سیهوان هند، در میان سده‌های هشتم تا دهم به‌تدریج تکمیل شده‌است. این مقبره چهارطاقی است که نمای بیرونی آن کاشی‌کاری شده و ورودی آن پیش‌طاقی دارد. بناهای آرامگاهی با الگوی چهارطاقی، از طریق آسیای مرکزی، تا چین نیز گسترش یافت. قدیم‌ترین آرامگاه اسلامی در کانتون چین، به این سبک بنا شده‌است. نشانه‌های به‌کارگیری چهارطاق در آرامگاه‌های فاطمی، مرابطون، ایوبی و ممالیک در مصر نیز یافت می‌شود.